# Verrières (Aube)
Verrières – miejscowość i gmina we Francji, w regionie Grand Est, w departamencie Aube. Przez miejscowość przepływa Sekwana. 
Według danych na rok 1990 gminę zamieszkiwało 1728 osób, a gęstość zaludnienia wynosiła 171 osób/km².

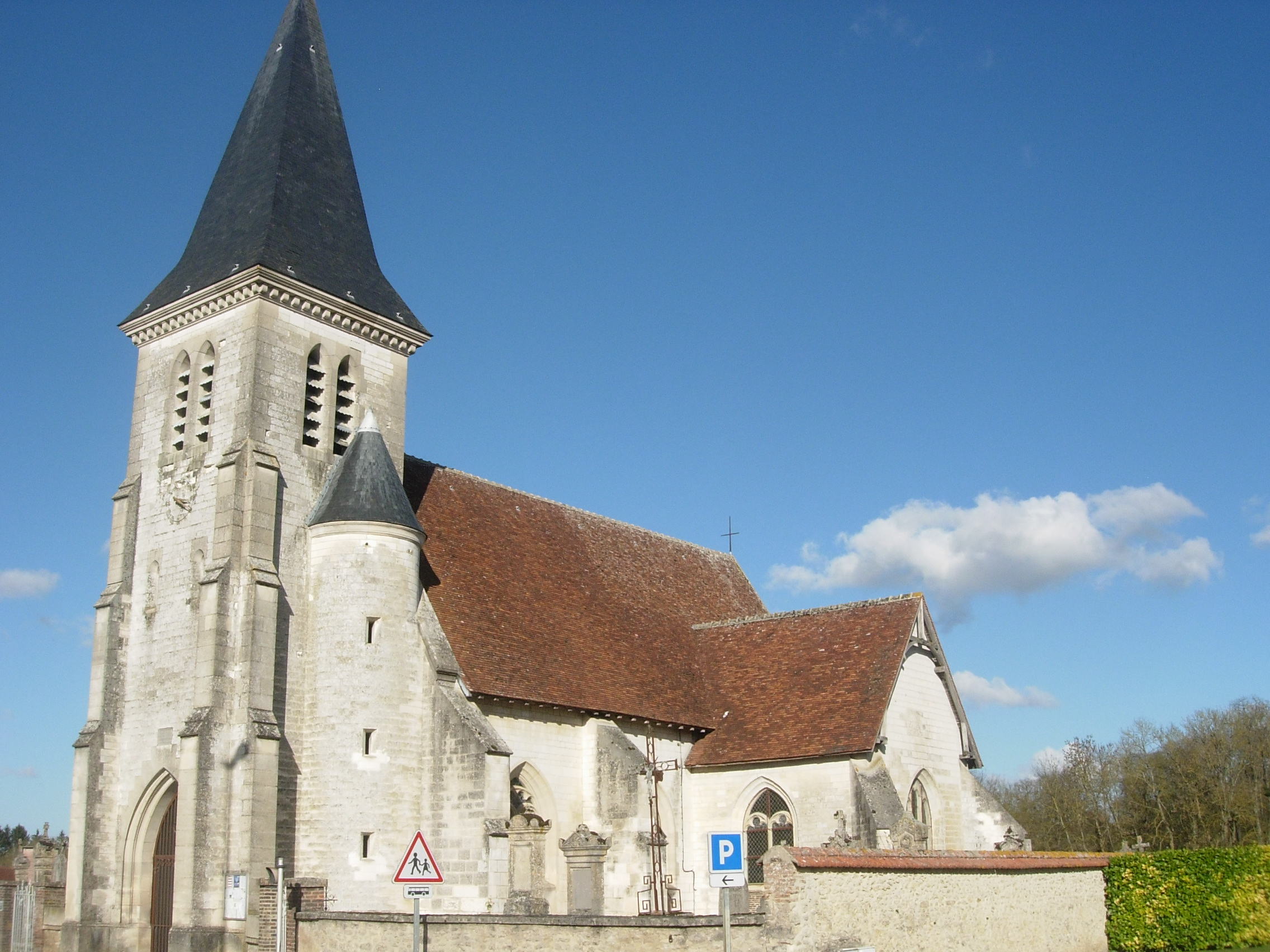
Kościół w Verrières, 2011